# 크리스천 하워드
크리스천 하워드(영어: Christian Howard, 1984년 5월 4일 ~ )는 영국 출신의 배우, 무술가이다. 게임 시리즈를 원작으로 한 드라마 《스트리트 파이터: 전설의 귀환》에서 켄 마스터스 역을 맡았다.

## 출연 작품
- 스트리트 파이터: 전설의 귀환 (2014)
- 그린 스트리트 3: 네버 백 다운 (2013)